# La Tuilière
La Tuilière ist eine französische Gemeinde mit 273 Einwohnern (Stand: 1. Januar 2022) im Département Loire in der Region Auvergne-Rhône-Alpes (vor 2016: Rhône-Alpes); sie gehört zum Arrondissement Roanne und zum Kanton Renaison. Die Einwohner werden Tuiliérands genannt.

## Geographie
Die Gemeinde La Tuilière liegt am Oberlauf des Flusses Boën an der Grenze zum Département Allier, etwa 25 Kilometer südwestlich von Roanne. Umgeben wird La Tuilière von den Nachbargemeinden Laprugne im Norden, Arcon im Nordosten, Cherier im Nordosten und Osten, Saint-Just-en-Chevalet im Osten und Süden sowie Saint-Priest-la-Prugne im Westen.

## Bevölkerungsentwicklung
| Jahr                       | 1962 | 1968 | 1975 | 1982 | 1990 | 1999 | 2011 | 2022 |
| Einwohner                  | 538  | 485  | 424  | 362  | 362  | 321  | 282  | 273  |
| Quellen: Cassini und INSEE |      |      |      |      |      |      |      |      |

## Sehenswürdigkeiten

Kirche Notre-Dame

- Kirche Notre-Dame